# 21389 Пшенічка
21389 Пшенічка (21389 Pshenichka) — астероїд головного поясу, відкритий 20 березня 1998 року.
Тіссеранів параметр щодо Юпітера — 3,660.
Рішенням Міжнародного астрономічного союзу і Лабораторії ім. Лінкольна Массачусетського технологічного інституту ім'я цій планеті присвоєно на честь учителя фізики та астрономії вищої кваліфікаційної категорії Чернівецького міського ліцею № 1 Пауля Пшенічки.